# Жидувка
Жидувка — мала річка в місті Луцьку, ліва притока р. Стир.

## Характеристика
Починається р. Жидувка західніше вулиці Львівської, протікає поруч з колишнім Луцьким підшипниковим заводом, майже паралельно до вулиць Боженка та Мамсурова, далі перетинає вулицю Потебні і впадає в річку Стир.
Довжина річки близько 4 км, середня витрата води — 0,03 м3/с.
Проблема з якістю води річки Жидувка, значно складніша, ніж в інших малих луцьких річах — Сапалаївці та Омелянику. У Жидувку скидаються дощові стічні води з проммайданчику колишнього Луцького підшипникового заводу, тим самим живлячи річку, але й забруднюючи її. Загалом, річка повністю каналізована, стік річки слабкий: влітку вона може пересихати, взимку (за сильних морозів) — перемерзати. Складно говорити про прояви гідрологічного чи гідрохімічного режимів.
Рішенням виконкому Луцької міськради від 24.05.2013 р. «Про заходи для запобігання погіршенню якості поверхневих вод» для комунального підприємства «Луцькводоканал» було встановлено пункти щоквартального локального моніторингу якості води на р. Жидувка: № 1 — вул. Станіславського (біля ринку); № 2 — вул. Потебні (міст).

## Галерея

Річка Жидувка у Луцьку (вул. Потебні)
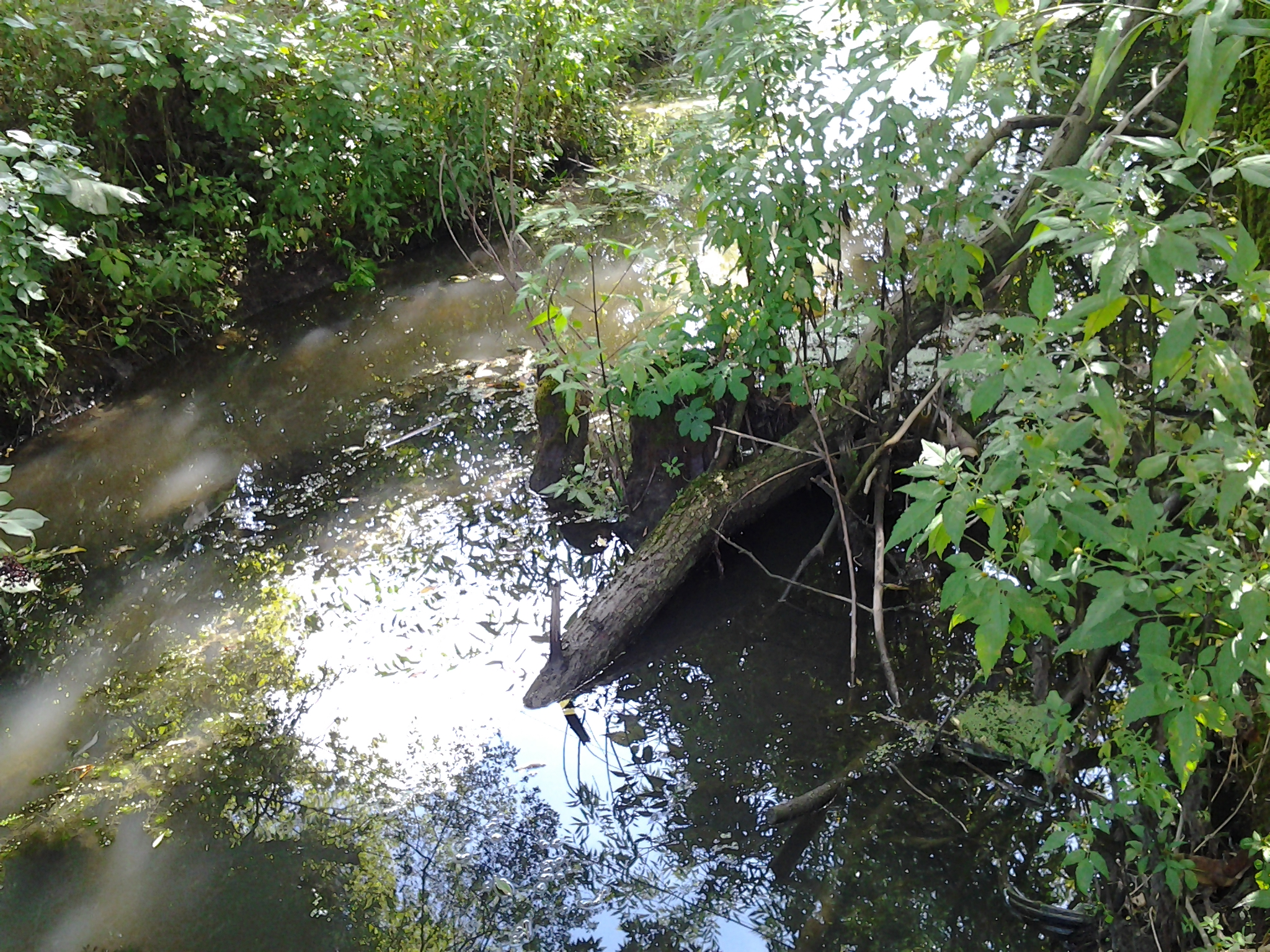
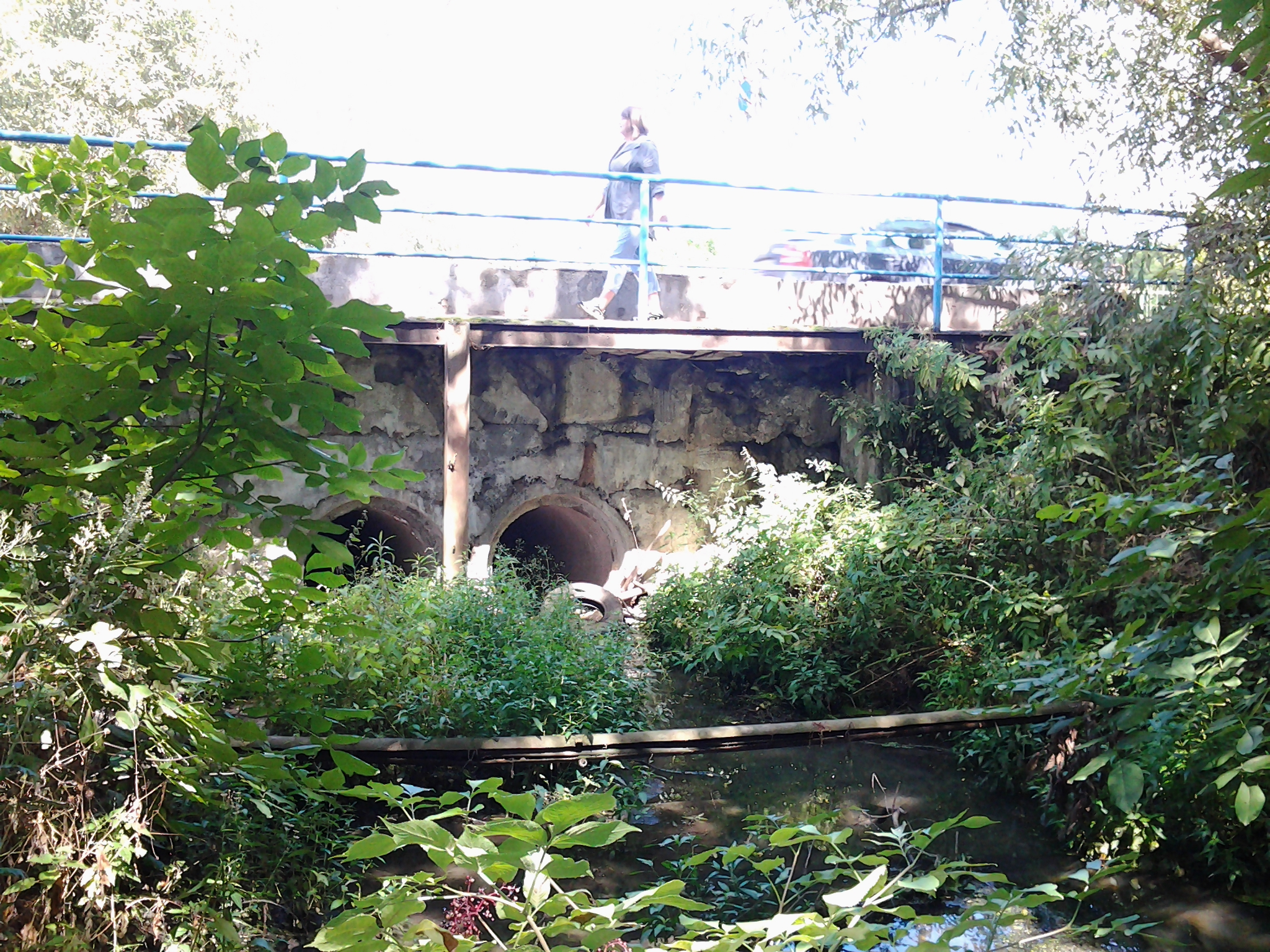
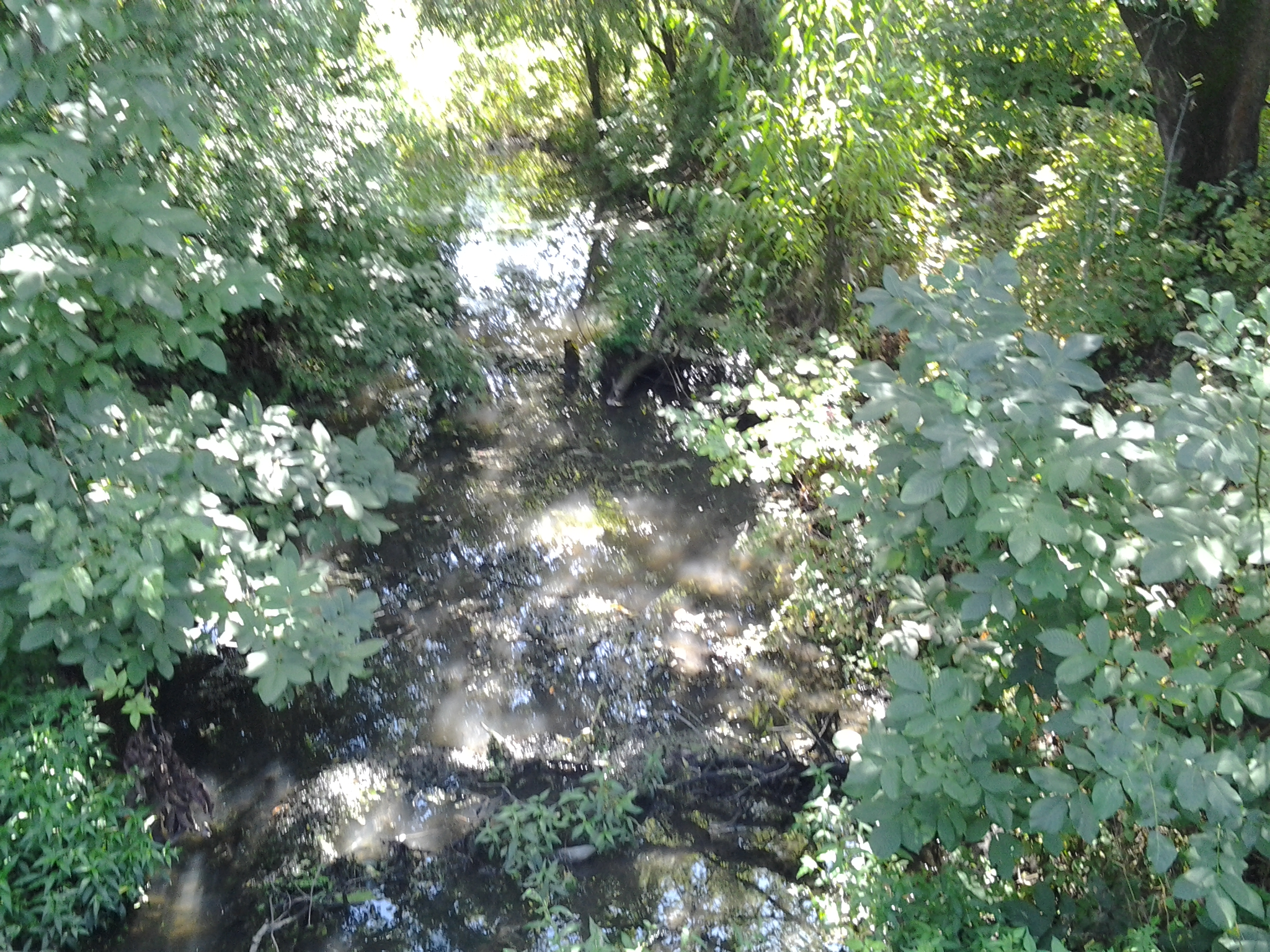